# 엔에스이엔엠
엔에스이엔엠(NS E&M)는 브랜디드 엔터테인먼트 사업을 영위하는 대한민국의 연예 기획사이다.

## 연혁
- 1997년 7월 포인트아이로 설립
- 2000년 4월 아이오케이 설립
- 2006년 6월 코스닥 상장
- 2015년 12월 아이오케이컴퍼니로 상호변경
- 2016년 9월 김세연에서 장철진으로 대표이사 변경
- 2024년 8월 9일 엔에스이엔엠으로 사명변경

## 회사 변화
회사는 2000년 4월 26일에 설립되었고 2006년 6월 27일 코스닥에 상장되었다. 지분현황으로 더블유홀딩컴퍼니 계열회사로 되어있다. 대표이사는 장철진, 현재 텔런트 고현정이 5%이상 주식을 소유하고 있는 회사로 알려져 있다. 엔에스이엔엠(구 아이오케이컴퍼니)는 티엔엔터테인먼트의 주식 42만1949주를 9억 원에 취득했다고 2017년 7월 25일 공시했다. 이는 티엔엔터테인먼트의 지분 60%이다. 아이오케이컴퍼니는 티엔엔터테인먼트를 흡수합병한다고 2017년 12월 14일 발표하였다. 합병기일은 2018년 2월 19일이다. 현재 아이오케이컴퍼니는 초록뱀의 지분 10%를 소유하고 있다. 아이오케이컴퍼니 TN엔터사업부에는 이영자, 김숙, 장윤정, 홍진경, 김광규, 김지선, 붐, 최은경, 정지영, 홍지민, 김태훈, 이혜정, 안선영, 김나영, 김인석, 정주리, 황현희, 이민웅, 유하나, 서태훈, 이우진, 장혜진, 신린아 등이 소속돼 있는데  이영자 등이 속해있었던 빌리프엔터테인먼트를 합병하기도 했으며 최근 김소영 아나운서, 김환 아나운서와도 계약을 체결했으나 김광규 정은채는 현재 해당 회사를 떠난 상태다.
그 뒤, 티엔엔터테인먼트가 해당 회사에 흡수합병되어 아이오케이컴퍼니 TN엔터테인먼트사업본부가 되면서 옮겨간 토니 안이 2019년 6월 배우 전문 매니지먼트 업체 '우리들컴퍼니'를 차렸는데 2020년 4월 29일부터 이 회사로 이적했고 이영자 등이 2020년 4월 해당 회사에서 분리된 블리스엔터테인먼트로 옮겨갔으며 이 회사는 2020년 9월 초록뱀미디어에 인수됐고 같은 해 11월 스카이이앤엠으로 상호변경됐으며 2022년 11월 초록뱀이앤엠, 2023년 9월 티엔엔터테인먼트로 상호변경됐다.

## 현황
브랜디드엔터테인먼트의 사업부문으로 방송인(연기자, 광고모델 포함)의 매니지먼트, 화장품, 의류 브랜드 사업으로 45.37% 등의 비율로 구성되어 있다. 화장품 사업부문에서 후속 신제품으로 미백, 주름개선, 자외선차단 효과의 3중 기능성 제품인 `코이 이너퓨어 샤이 크림, 세럼`이 출시되어 있다. ICT(정보통신)사업부문은 무선인터넷 기반으로 솔루션을 개발하여 통신서비스를 하고 있는데 54.63% 등의 비율로 구성되어 있다.
현재 SK텔레콤에 영상사서함, 영상회의 등의 영상 부가서비스 시스템을 공급하고 있으며, KT에 영상사서함, 영상컬러 링 관련 모듈 등을 공급하고 있다. 아이오케이컴퍼니가 티엔네이션엔터테인먼트를 흡수합병 한다고 2017년 12월 14일 공시했다. 합병 후 존속회사는 아이오케이컴퍼니, 흡수회사는 티엔엔터테인먼트(대표, 토니 안)로 발표했다. 소규모합병으로 이뤄지며 합병비율은 1대0이다. 2016년 12월 31일 ICT(정보통신) 사업에서 엔터테인먼트 사업으로 주력업종을 변경하였다. 현재 아이오케이컴퍼니는 ICT(정보통신)사업부문, 브랜디드엔터테인먼트 사업부문, 화장품, 의류 브랜드 사업부문으로 나누어 사업을 영위하고 있다.

## 소속 연예인
- 고현정 (사외 이사)
- 구혜선
- 김강우
- 김소희
- 더원
- 윤상정
- 이제이
- 이태빈
- 이필라
- 정다희
- 지민혁
- 채정

## 전 소속 연예인
- 고윤
- 김동원
- 김인권
- 김승훈
- 김지선
- 김하늘
- 김현주
- 박상욱
- 박소은
- 박경리
- 서민주
- 서주형
- 이익준
- 유정호
- 성령
- 송은혜
- 신혜선
- 조인성
- 최영재
- 추화정
- 한태린
- 강안나
- 강다현
- 박희순
- 이한나
- 채종협
- 고재근
- 이성미
- 변승윤
- 김광규
- 김나영 *
- 김나희 *
- 김소영 *
- 김숙 *
- 김승혜 *
- 문채원
- 김인석 *
- 김재덕
- 김태훈 *
- 김희재 *
- 도경완 *
- 문정원 *
- 문희준 *
- 박은영 *
- B.I (사내 이사)
- 박준금 *
- 변정수 *
- 붐 *
- 손수민
- 심완준
- 안미나
- 안선영
- 오상진 *
- 이가령
- 유하나 *
- 윤성호 *
- 이민웅 *
- 장윤정
- 이영자 *
- 이우진
- 이재원
- 이재용
- 이지혜 *
- 이찬원 *
- 양지은
- 이해운
- 오상진 *
- 정은채
- 정주리 *
- 정지소
- 정지영 *
- 제이쓴 *
- 지석진 *
- 진기주
- 최은경 *
- 토니 안
- 현주엽 *
- 황현희 *
- 홍진경 *
- 홍현희 *
- 남창희
- 박건형
- 박신영
- 박은영
- 신린아
- 이민웅
- 유호석
- 이성재
- 이창희
- 이혜정
- 장혜진
- 조명섭
- 홍지민
- 김소원
- 전효성
- 장서희
- 최윤영
- 이소연
- 앨리스 전 멤버 (도아, 연제, 유경, 소희, 가린)
- G.O.D (김태우, 데니안)

## 같이 보기
- 고현정
- 티엔엔터테인먼트